# 西宮名塩駅
西宮名塩駅（にしのみやなじおえき）は、兵庫県西宮市名塩新町にある、西日本旅客鉄道（JR西日本）福知山線の駅である。駅番号はJR-G58。
JR西日本交通サービスによる業務委託駅（宝塚駅の被管理駅）で、アーバンネットワークおよび「JR宝塚線」の愛称区間、ICOCAの利用可能エリアに含まれている（相互利用ICカードはICOCAの項を参照）。

## 歴史
福知山線の複線電化に当たり、武庫川沿いに敷かれていた旧線から経路が変更された際に新設された。2024年3月現在、線内では新三田駅と並んで最も新しい駅である。
開業時点では同じく市名を冠する西ノ宮駅（JR神戸線）と表記が異なっていたが、西ノ宮駅が2007年3月18日に現在の「西宮」駅に改称されたことで、表記の相違は解消された。
当初は普通のみ停車していたが、名塩地区（西宮名塩ニュータウン）の住宅開発が進み周辺の人口が急増したことから、1996年より快速も停車するようになった。また、2014年3月15日と2021年3月13日のダイヤ改正より特急「こうのとり」が一部停車するようになった。
- 1986年（昭和61年）11月1日：日本国有鉄道福知山線の生瀬駅 - 武田尾駅間に新規開業[2]。
- 1987年（昭和62年）4月1日：国鉄分割民営化により西日本旅客鉄道（JR西日本）の駅となる[5]。
- 1988年（昭和63年）3月13日：路線愛称の制定により、「JR宝塚線」の愛称を使用開始。
- 1996年（平成8年）3月16日：快速の停車駅となる。
- 1998年（平成10年）1月22日：自動改札機を設置し、供用開始[6]。
- 2003年（平成15年）11月1日：ICカード「ICOCA」の利用が可能となる[7]。
- 2011年（平成23年）3月8日：JR宝塚・JR東西・学研都市線運行管理システムと接近メロディ導入。
- 2014年（平成26年）3月15日：特急「こうのとり」の停車駅となる（朝の上り・大阪方面のみ）。
- 2018年（平成30年）3月17日：当駅に駅ナンバリング「JR-G58」が導入され、使用を開始。
- 2020年（令和2年）3月14日：ダイヤ改正に伴い、新設された区間快速の停車駅となる。
- 2021年（令和3年）
  - 3月13日：ダイヤ改正に伴い、特急「こうのとり」の下り・篠山口方面（夕方のみ）も停車するようになる。
  - 9月1日：JR西日本交通サービスによる業務委託駅となる。
- 2025年（令和7年）
  - 4月30日：みどりの窓口の営業を終了[8]。
  - 5月1日：みどりの券売機プラスを導入[8]。

## 駅構造
相対式2面2線のホームを持つ橋上駅。分岐器や絶対信号機を持たないため、停留所に分類される。
ホームの三田方の一部はトンネル内にあり、尼崎方もすぐトンネルに接続している。よって、両側をトンネルに挟まれた駅である（三田方のトンネルは隣の武田尾駅構内まで続く）。さらに、ホームの一部が名塩川に架かる橋梁上にある。各ホームの三田方には待合室が設置されている。
改札口は橋上の1ヶ所のみ。改札口の正面に「セブン-イレブン ハートイン」が出店している。駅は3つの階層からなり、最上階が出入口、中央階が歩行者専用の改札外自由通路と改札口、最下層がホームである。

### のりば
| のりば | 路線     | 方向 | 行先                   |
| ------ | -------- | ---- | ---------------------- |
| 1      | JR宝塚線 | 下り | 三田・福知山方面       |
| 2      | JR宝塚線 | 上り | 宝塚・大阪・北新地方面 |

- 上表の路線名は旅客案内上の名称（愛称）で表記している。

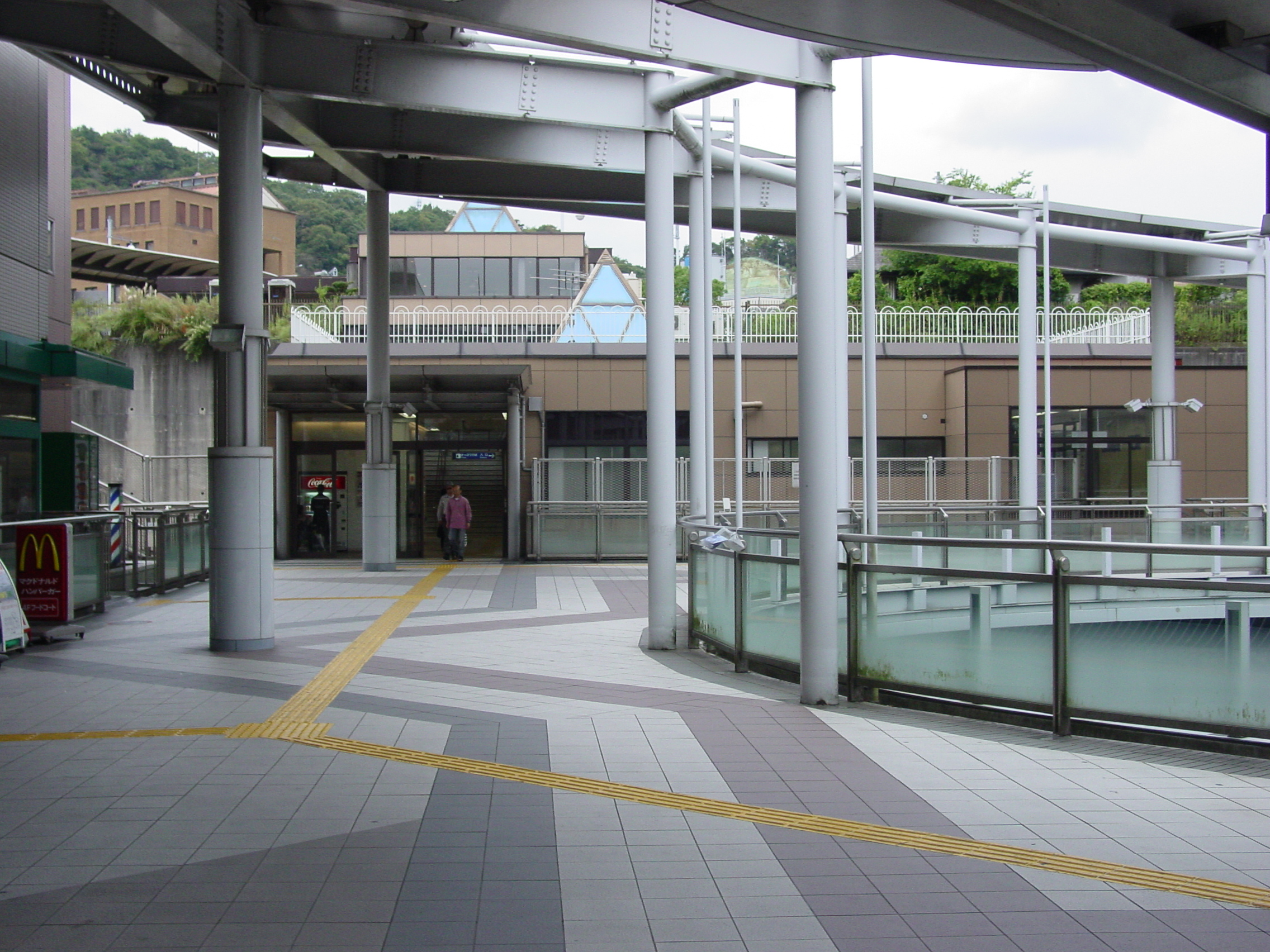
駅舎（2009年9月）
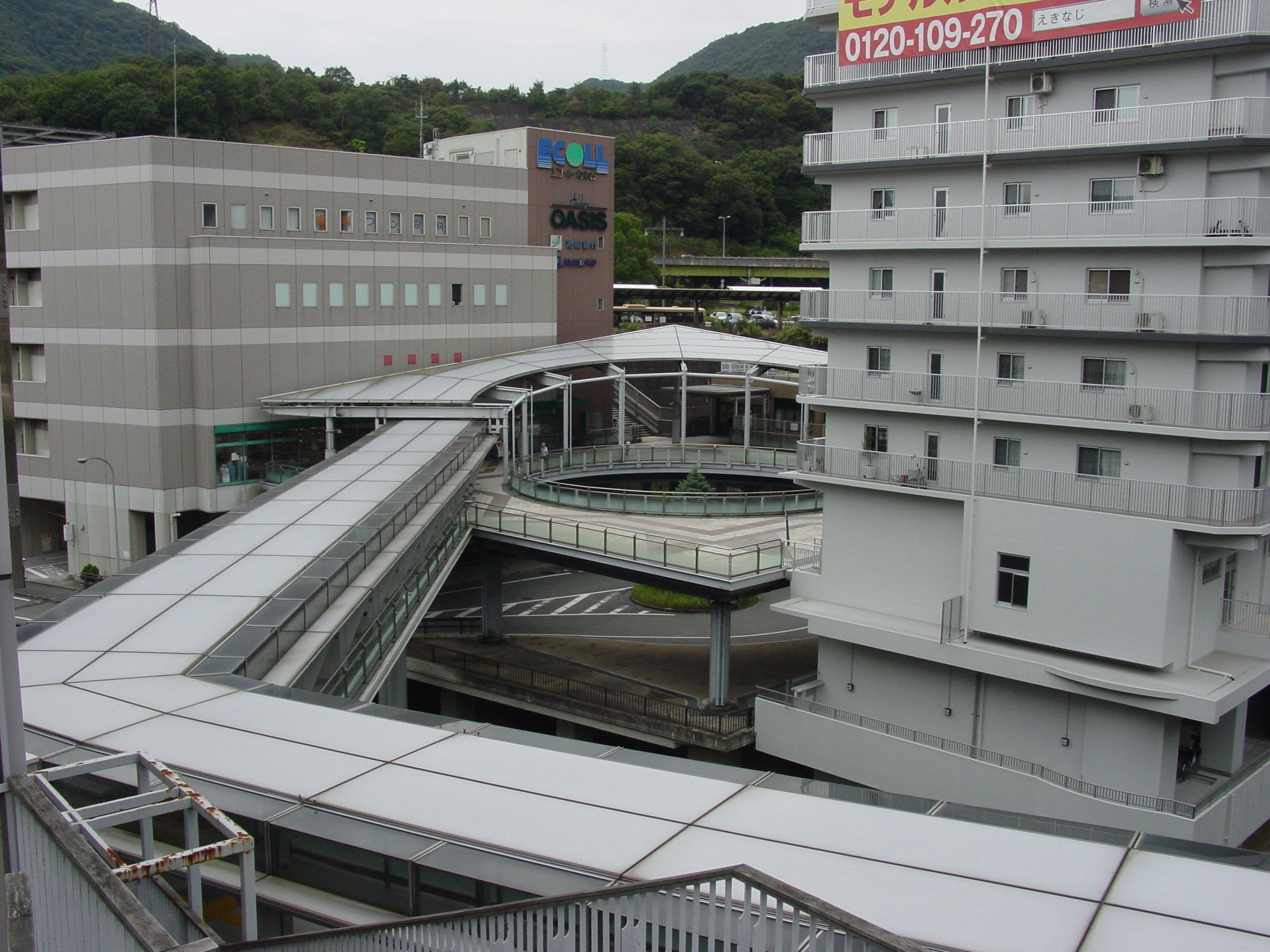
ペデストリアンデッキ
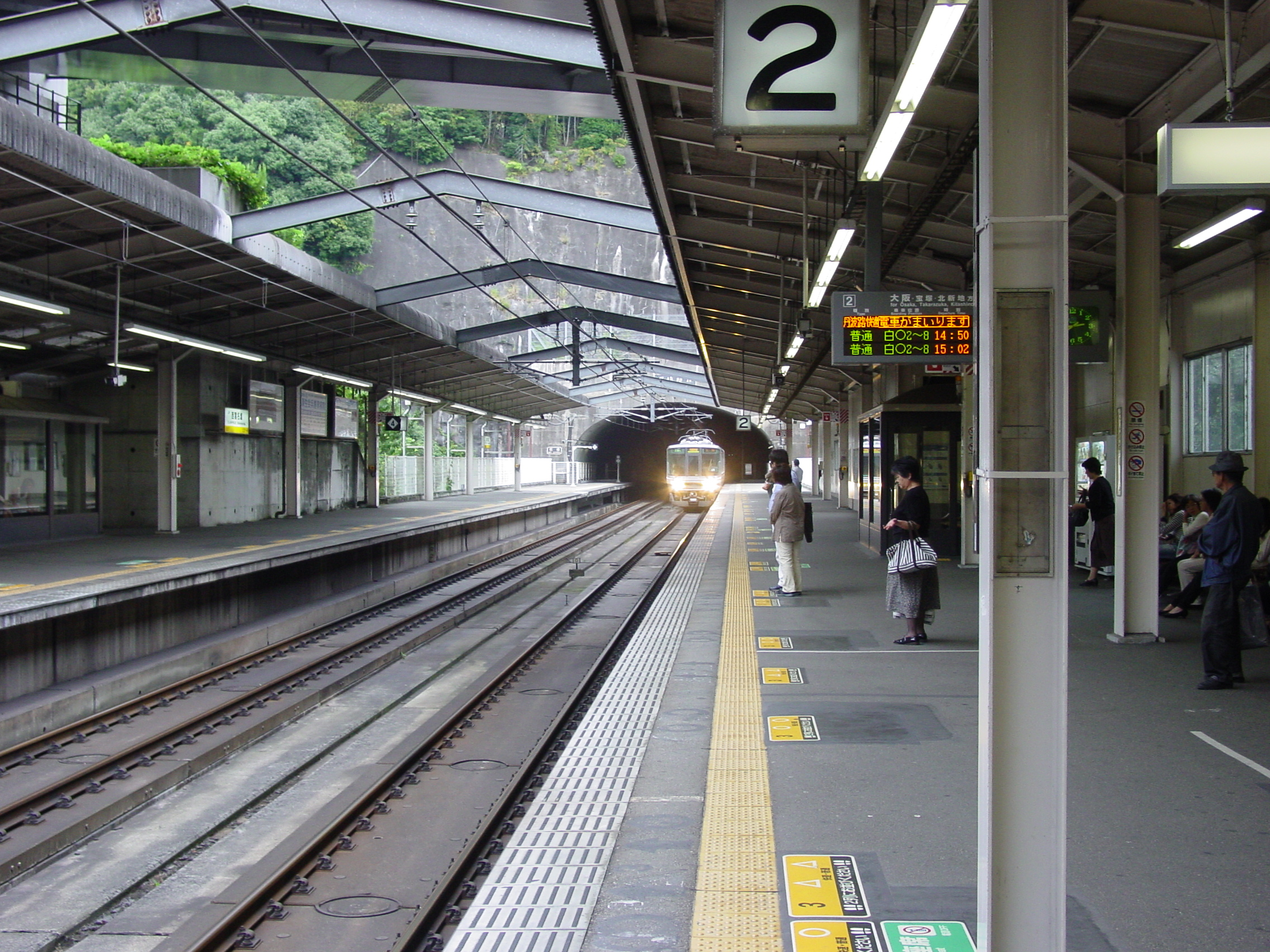
ホーム（2009年9月）
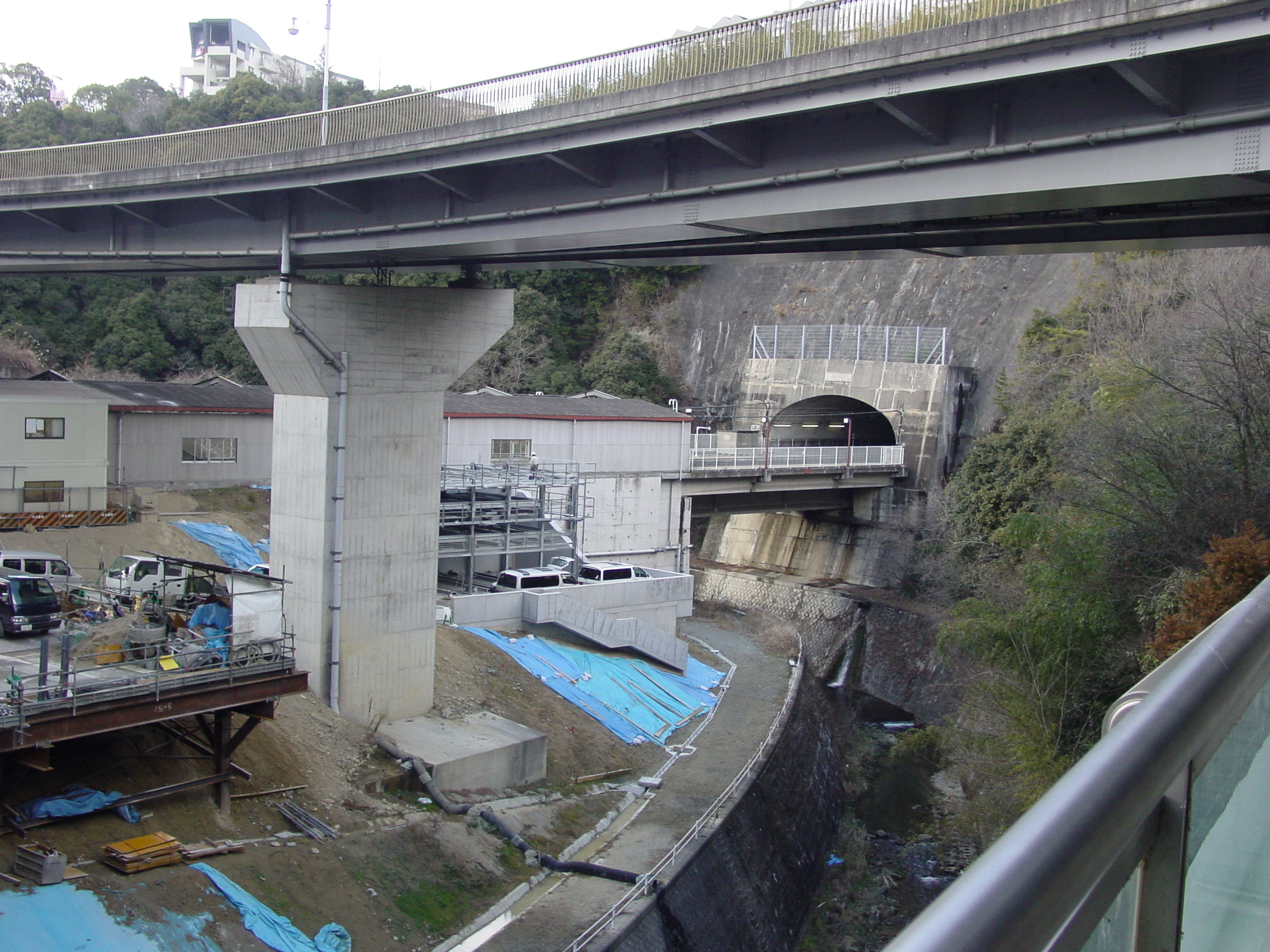
名塩川を跨ぐホーム

## 利用状況
2022年（令和4年）度の1日平均乗車人員は7,301人である。定期率が非常に高い。
各年度の1日平均乗車人員は以下の通りである。
| 年度               | 1日平均 乗車人員 | うち定期 | 定期率 | 出典          |
| ------------------ | ---------------- | -------- | ------ | ------------- |
| 1995年（平成07年） | 7,275            | 5,427    | 74.6%  | [ 兵庫県 1 ]  |
| 1996年（平成08年） | 7,801            | 5,861    | 75.1%  | [ 兵庫県 2 ]  |
| 1997年（平成09年） | 8,396            | 6,420    | 76.5%  | [ 兵庫県 3 ]  |
| 1998年（平成10年） | 8,737            | 6,716    | 76.9%  | [ 兵庫県 4 ]  |
| 1999年（平成11年） | 9,004            | 6,919    | 76.8%  | [ 兵庫県 5 ]  |
| 2000年（平成12年） | 9,252            | 7,115    | 76.9%  | [ 兵庫県 6 ]  |
| 2001年（平成13年） | 9,202            | 7,186    | 78.1%  | [ 兵庫県 7 ]  |
| 2002年（平成14年） | 9,031            | 7,045    | 78.0%  | [ 兵庫県 8 ]  |
| 2003年（平成15年） | 9,208            | 7,275    | 79.0%  | [ 兵庫県 9 ]  |
| 2004年（平成16年） | 9,372            | 7,427    | 79.2%  | [ 兵庫県 10 ] |
| 2005年（平成17年） | 9,375            | 7,539    | 80.4%  | [ 兵庫県 11 ] |
| 2006年（平成18年） | 9,723            | 7,814    | 80.4%  | [ 兵庫県 12 ] |
| 2007年（平成19年） | 9,896            | 7,997    | 80.8%  | [ 兵庫県 13 ] |
| 2008年（平成20年） | 9,893            | 7,992    | 80.8%  | [ 兵庫県 14 ] |
| 2009年（平成21年） | 9,692            | 7,855    | 81.0%  | [ 兵庫県 15 ] |
| 2010年（平成22年） | 9,672            | 7,828    | 80.9%  | [ 兵庫県 16 ] |
| 2011年（平成23年） | 9,567            | 7,723    | 80.7%  | [ 兵庫県 17 ] |
| 2012年（平成24年） | 9,470            | 7,626    | 80.5%  | [ 兵庫県 18 ] |
| 2013年（平成25年） | 9,573            | 7,707    | 80.5%  | [ 兵庫県 19 ] |
| 2014年（平成26年） | 9,225            | 7,405    | 80.3%  | [ 兵庫県 20 ] |
| 2015年（平成27年） | 9,222            | 7,383    | 80.1%  | [ 兵庫県 21 ] |
| 2016年（平成28年） | 9,188            | 7,341    | 79.9%  | [ 兵庫県 22 ] |
| 2017年（平成29年） | 9,126            | 7,284    | 79.8%  | [ 兵庫県 23 ] |
| 2018年（平成30年） | 8,923            | 7,152    | 80.2%  | [ 兵庫県 24 ] |
| 2019年（令和元年） | 8,685            | 6,968    | 80.2%  | [ 兵庫県 25 ] |
| 2020年（令和02年） | 7,117            | 5,837    | 82.0%  | [ 兵庫県 26 ] |
| 2021年（令和03年） | 7,095            | 5,700    | 80.3%  | [ 兵庫県 27 ] |
| 2022年（令和04年） | 7,301            | 5,702    | 78.1%  | [ 兵庫県 28 ] |

### 年間乗車人員
近年の1年間の乗車人員は以下の通り。なお下表内の数値の単位は全て「千人」である。
| 年度               | 年間乗車人員 | 年間乗車人員 | 出典          |
| 年度               | 総数         | 定期         | 出典          |
| ------------------ | ------------ | ------------ | ------------- |
| 2003年（平成15年） | 3,370        | 2,663        | [ 西宮市 1 ]  |
| 2004年（平成16年） | 3,421        | 2,711        | [ 西宮市 1 ]  |
| 2005年（平成17年） | 3,422        | 2,752        | [ 西宮市 1 ]  |
| 2006年（平成18年） | 3,549        | 2,852        | [ 西宮市 1 ]  |
| 2007年（平成19年） | 3,622        | 2,927        | [ 西宮市 1 ]  |
| 2008年（平成20年） | 3,611        | 2,917        | [ 西宮市 1 ]  |
| 2009年（平成21年） | 3,537        | 2,867        | [ 西宮市 2 ]  |
| 2010年（平成22年） | 3,530        | 2,857        | [ 西宮市 3 ]  |
| 2011年（平成23年） | 3,502        | 2,827        | [ 西宮市 4 ]  |
| 2012年（平成24年） | 3,457        | 2,783        | [ 西宮市 5 ]  |
| 2013年（平成25年） | 3,494        | 2,813        | [ 西宮市 5 ]  |
| 2014年（平成26年） | 3,367        | 2,703        | [ 西宮市 5 ]  |
| 2015年（平成27年） | 3,375        | 2,702        | [ 西宮市 5 ]  |
| 2016年（平成28年） | 3,354        | 2,679        | [ 西宮市 6 ]  |
| 2017年（平成29年） | 3,331        | 2,659        | [ 西宮市 7 ]  |
| 2018年（平成30年） | 3,257        | 2,610        | [ 西宮市 8 ]  |
| 2019年（令和元年） | 3,179        | 2,550        | [ 西宮市 9 ]  |
| 2020年（令和02年） | 2,598        | 2,131        | [ 西宮市 10 ] |
| 2021年（令和03年） | 2,590        | 2,081        | [ 西宮市 11 ] |
| 2022年（令和04年） | 2,655        | 2,081        | [ 西宮市 12 ] |

## 駅周辺

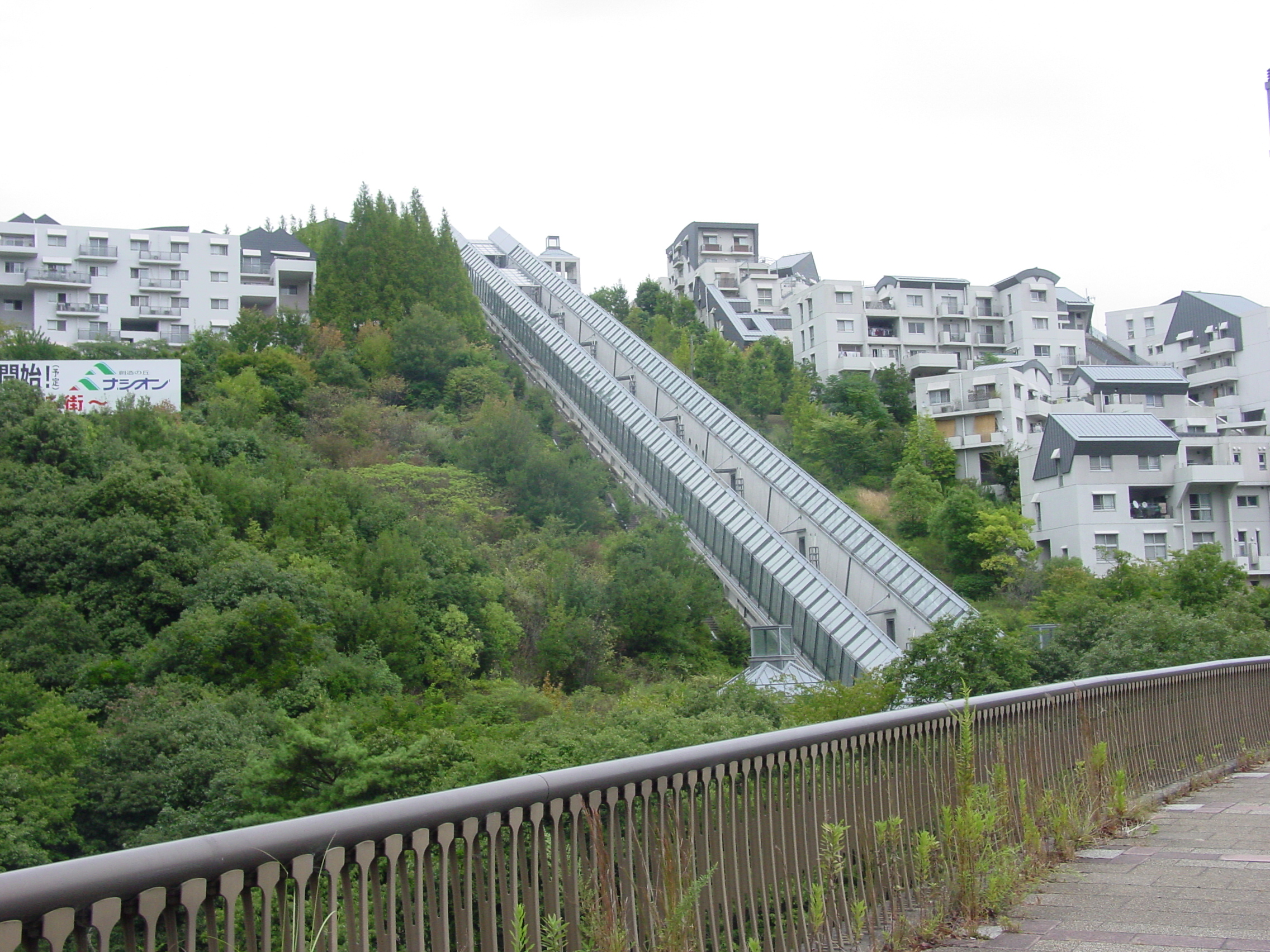
斜行エレベーター

北側一帯に、西宮名塩ニュータウンや塩瀬中央公園が広がる。
高台となる駅北東側からの乗客向けに、斜行エレベーターが二基設置されている。
- エコール・なじお
  - 阪急オアシス
  - コクミン
  - キャンドゥ
  - マクドナルド
  - 公文式
  - 学研教室
  - 創学舎
  - JA兵庫六甲 名塩駅前店
- 西宮名塩ニュータウン
- 西宮市塩瀬センター
  - 西宮市役所塩瀬支所　
  - 西宮市立北部図書館　
  - 塩瀬公民館
  - 塩瀬児童センター
- 西宮東山台郵便局
- 西宮警察署 名塩交番
- 西宮市消防局 北消防署
- 西宮市立塩瀬中学校
- 西宮市立東山台小学校
- 塩瀬中央公園
- よみうりカントリークラブ
- 国道176号
- 中国自動車道 西宮名塩サービスエリア
- 名塩川

なお、ハイキングコースとなっている旧線跡については、当駅からもアクセスが可能である。

## バス路線
駅西側のロータリーに阪急バス（山口営業所）の路線が発着。停留所名は「JR西宮名塩駅」。
また、東側には一般車専用のロータリーもある。
| のりば | 路線名                 | 系統・行先                                 | 備考                                                                 |
| ------ | ---------------------- | ------------------------------------------ | -------------------------------------------------------------------- |
| 1      | 有馬線                 | 40・41・43・44・45・56・74・76系統：宝塚駅 |                                                                      |
| 2      | 有馬線                 | 50系統：名塩南台（循環）                   | 平日最終便は深夜バス（運賃倍額）、土休日最終便は名塩南台一丁目止まり |
| 3      | 有馬線                 | 40系統：山口営業所前                       | 朝夕に運行。北六甲台・西宮北インター経由                             |
| 3      | 有馬線                 | 41系統：山口営業所前                       | 夕方のみ運行。北六甲台・西宮北インター・名来経由                     |
| 3      | 有馬線                 | 43系統：山口営業所前                       | 夕方以降・平日朝に運行。北六甲台・すみれ台経由。最終便は深夜バス     |
| 3      | 有馬線                 | 44系統：山口営業所前                       | 北六甲台・すみれ台・岡場駅経由                                       |
| 3      | 有馬線                 | 45系統：有馬温泉（太閤橋）                 | 日中に運行。北六甲台経由                                             |
| 3      | 有馬線                 | 70系統：山口営業所前                       | 朝夕に運行。丸山下・西宮北インター経由                               |
| 3      | 有馬線                 | 73系統：山口営業所前                       | 夜間のわずかな本数のみ運行。丸山下・すみれ台経由                     |
| 3      | 有馬線                 | 74系統：岡場駅                             | 主に日中の運行                                                       |
| 3      | 有馬線                 | 75系統：有馬温泉（太閤橋）                 | 本数わずか。丸山下経由                                               |
| 3      | 有馬線                 | 95系統：有馬温泉（太閤橋）・蓬莱峡方面     | 平日午前の2本のみ。丸山下経由（終着は宝塚駅）                        |
| 3      | 有馬線                 | 56系統：読売ゴルフ場                       | 朝に3本のみ運行                                                      |
| 4      | 西宮名塩ニュータウン線 | 53系統：東山台四丁目                       |                                                                      |
| 4      | 名塩さくら台線         | 58系統：さくら台一丁目方面                 | 平日最終便（さくら台一丁目止まり）は深夜バス                         |

## 隣の駅
西日本旅客鉄道（JR西日本）
 JR宝塚線（福知山線）
- 特急「こうのとり」一部停車駅

■丹波路快速・■快速
宝塚駅 (JR-G56) - 西宮名塩駅 (JR-G58) - 三田駅 (JR-G61)
■区間快速・■普通
生瀬駅 (JR-G57) - 西宮名塩駅 (JR-G58) - 武田尾駅 (JR-G59)

### 記事本文

### 利用状況の出典
1. ↑  兵庫県統計書 - 兵庫県
2. ↑  西宮市統計書 - 西宮市

#### 兵庫県統計書
1. ↑  兵庫県統計書平成7年(1995)  (Microsoft Excelの.xls)
2. ↑  兵庫県統計書平成8年(1996)  (Microsoft Excelの.xls)
3. ↑  兵庫県統計書平成9年(1997)  (Microsoft Excelの.xls)
4. ↑  兵庫県統計書平成10年(1998)  (Microsoft Excelの.xls)
5. ↑  兵庫県統計書平成11年(1999)  (Microsoft Excelの.xls)
6. ↑  兵庫県統計書平成12年(2000)  (Microsoft Excelの.xls)
7. ↑  兵庫県統計書平成13年(2001)  (Microsoft Excelの.xls)
8. ↑  兵庫県統計書平成14年(2002)  (Microsoft Excelの.xls)
9. ↑  兵庫県統計書平成15年(2003)  (Microsoft Excelの.xls)
10. ↑  兵庫県統計書平成16年(2004)  (Microsoft Excelの.xls)
11. ↑  兵庫県統計書平成17年(2005)  (Microsoft Excelの.xls)
12. ↑  兵庫県統計書平成18年(2006)  (Microsoft Excelの.xls)
13. ↑  兵庫県統計書平成19年(2007)  (Microsoft Excelの.xls)
14. ↑  兵庫県統計書平成20年(2008)  (Microsoft Excelの.xls)
15. ↑  兵庫県統計書平成21年(2009)  (Microsoft Excelの.xls)
16. ↑  兵庫県統計書平成22年(2010)  (Microsoft Excelの.xls)
17. ↑  兵庫県統計書平成23年(2011)  (Microsoft Excelの.xls)
18. ↑  兵庫県統計書平成24年(2012)  (Microsoft Excelの.xls)
19. ↑  兵庫県統計書平成25年(2013)  (Microsoft Excelの.xls)
20. ↑  兵庫県統計書平成26年(2014)  (Microsoft Excelの.xls)
21. ↑  兵庫県統計書平成27年(2015)  (Microsoft Excelの.xls)
22. ↑  兵庫県統計書平成28年(2016)  (Microsoft Excelの.xls)
23. ↑  兵庫県統計書平成29年(2017)  (Microsoft Excelの.xls)
24. ↑  兵庫県統計書平成30年(2018)  (Microsoft Excelの.xls)
25. ↑  兵庫県統計書令和元年(2019)  (Microsoft Excelの.xls)
26. ↑  兵庫県統計書令和2年(2020)  (Microsoft Excelの.xls)
27. ↑  兵庫県統計書令和3年(2021)  (Microsoft Excelの.xls)
28. ↑  兵庫県統計書令和4年(2022)  (Microsoft Excelの.xls)

#### 西宮市統計書
1. 1 2 3 4 5 6  平成21年統計書 運輸及び通信 (PDF)
2. ↑  平成22年統計書 運輸及び通信 (PDF)
3. ↑  平成23年統計書 運輸及び通信 (PDF)
4. ↑  【H24統計書】運輸及び通信 (PDF)
5. 1 2 3 4  【平成28年統計書】4運輸・通信 (PDF)
6. ↑  【平成29年統計書】4運輸・通信 (PDF)
7. ↑  【平成30年統計書】4運輸・通信 (PDF)
8. ↑  【令和元年統計書】4運輸・通信 (PDF)
9. ↑  【令和2年統計書】4運輸・通信 (PDF)
10. ↑  【令和3年統計書】4運輸・通信 (PDF)
11. ↑  【令和4年統計書】4運輸・通信 (PDF)
12. ↑  【令和5年統計書】4運輸・通信 (PDF)